# غلين باول
غلين توماس باول، الابن (بالإنجليزية: Glen Powell) (ولد في 21 أكتوبر 1988) هو ممثل أمريكي بدأ حياته المهنية بأدوار ضيف على التلفزيون وأدوار صغيرة في أفلام مثل سباي كيدز 3: غيم اوفر و فاست فود نايشن (2006). كان لديه أدوار رئيسية في مسلسل الرعب الكوميدي ملكات الصراخ (2015-2016)، وفيلمي الجميع يريد بعضاً!! (2016)، ودراما السيرة الذاتية شخصيات مخفية (2016) والولاء (2022). ومنذ ذلك الحين شارك في فيلم الكوميديا السوداوي قاتل مأجور (2024) وفيلم الأعاصير (2024).
حقق باول شهرة واسعة من خلال دوره في فيلم الأكشن توب غان: مافريك (2022) والفيلم الرومانسي الكوميدي أي شخص إلا أنت (2023)

## النشأة والتعليم
نشأ جلين توماس باول جونيور في أوستن، تكساس، مع شقيقتين. وهو ابن جلين باول الأب، مدرب تنفيذي، وسيندي، ربة منزل. لديه أصل ليبكا تاتار من جهة الأب، من جده الأكبر مصطفى (المعروف أيضًا باسم ستيفن) تشوتسكي. تخرج باول من مدرسة ويستوود الثانوية في شمال غرب أوستن عام 2007، حيث لعب كرة القدم واللاكروس هناك. التحق بكلية مودي للاتصالات في جامعة تكساس في أوستن لكنه غادر قبل إنهاء شهادته. كان يتوقع في البداية إكمال المتطلبات في ربيع عام 2024، ولكن بعد أن حدت مسيرته الفنية من التزاماته الزمنية، نقل هدفه إلى عام 2025.

## الحياة المهنية

### الأعمال المبكرة (2003-2017)
بدأت مسيرة باول التمثيلية أثناء عمله مع أنتونيو بانديراس وسيلفستر ستالون في سباي كيدز ثري دي: غيم أوفر. في عام 2007، قبل عامه الأول في الكلية، حصل باول على دور في المناظرون العظماء، من إخراج وبطولة دنزل واشنطن. قدمه واشنطن إلى الوكيل إد ليماتو، الذي شجع باول على الانتقال إلى لوس أنجلوس. بعد الانتقال إلى المدينة، بقي باول مع صديق للعائلة، ووصف لاحقًا كفاحه خلال هذه الفترة للحصول على أدوار، بما في ذلك الاختبارات الفاشلة لـ لمسلسل أضواء ليلة الجمعة وفيلمي رعاة البقر والكائنات الفضائية وأطول رحلة. ومع ذلك، فقد حقق بعض النجاح مع أدوار صغيرة في مسلسلات تلفزيونية مثل نحو الغرب وسي إس آي: ميامي وإن سي آي إس ودون أثر ولعبة الكذب. كما كان له أدوار ثانوية في فيلمي نهوض فارس الظلام وعالق في الحب.

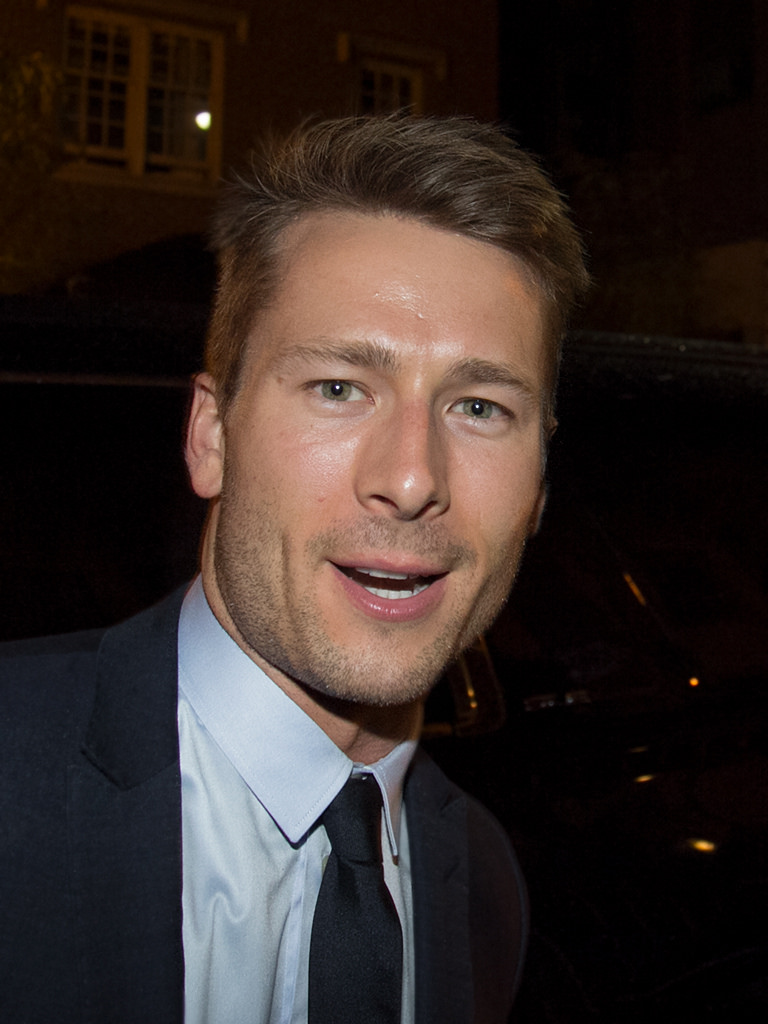
باول في مهرجان تورنتو السينمائي الدولي عام 2016

بدأ باول في تلقي أدوار أكبر في الأفلام حوالي عام 2014، فلعب دور الهاكر في المرتزقة 3، وهو فيلم أكشن قام ببطولته العديد من النجوم المشهورين والذي جمع باول مع سيلفستر ستالون وأنتونيو بانديراس مرة أخرى. روى باول لاحقاً أنه طلب من ستالون النصيحة أثناء التصوير حول كيفية النجاح في هوليوود. بعد ذلك، لعب باول أدواراً ثانوية في الكوميديا سكس إيد ورايد ألونج 2. خلال هذه الفترة كان له أيضًا دور رئيسي في الموسم الأول من مسلسل ملكات الصراخ التلفزيوني ودور ثانوي في الموسم الثاني.. في وقت لاحق من ذلك العام، لعب باول دور رائد الفضاء جون غلين في الدراما السيرة الذاتية شخصيات مخفية في عام 2017 لعب دور ثانوي بدور الرقيب ديلان تشوتسكي في ساند كاسل، ثم ظهر في جمعية غيرنزي للأدب وفطيرة قشر البطاطا.

### توب غان: مافريك والصعود للنجومية (2018-للآن)
في عام 2018، لعب باول دور البطولة رفقة زوي دويتش في الكوميديا الرومانسية دبر الموعد تم إصدار الفيلم على نتفليكس. ذكر باول في مقابلة مع هوليوود ريبورتر أنه بدأ في تلقي المزيد من المكالمات من صناع الأفلام بعد إصدار الفيلم، وعلق جيك جرينبرج من صحيفة الغارديان أنه كان "أول فيلم حكيم بما يكفي للسماح لـ [باول] بأخذ مساحة حقيقية". في وقت لاحق من ذلك العام، انضم باول إلى فريق عمل توب غان: مافريك. كان قد أجرى اختبار أداء في البداية لدور برادلي "روستر" برادشو، لكن الدور ذهب إلى مايلز تيلر. أعجب المنتجين بأداء اختبار باول الذين عرضوا عليه دور جيك "هانجمان" سيريسين بدلاً من ذلك، لكن باول كان متردداً في قبول الدور لأنه رأى الشخصية غير متطورة. أقنعت مكالمة من توم كروز، نجم الفيلم، باول بقبول الدور، حيث عرض عليه كروز سيطرة أكبر على الشخصية. تم تأجيل الفيلم عدة مرات بسبب الوباء، لكنه تحول إلى "دور النجومية" لباول عند إصداره في مايو 2022.
عمل باول كممثل صوتي في فيلم الرسوم المتحركة أبولو أبولو 10½ء، والذي عُرض لأول مرة في مارس 2022. ثم لعب دور الضابط البحري توماس جيروم هودنر جونيور في فيلم الحرب والسيرة الذاتية الولاء. تلقى الفيلم مراجعات إيجابية عند إصداره في نوفمبر 2022، لكنه فشل في شباك التذاكر. ثم شارك في بطولة الفيلم الكوميدي الرومانسي أي شخص إلا أنت رفقة سيدني سويني، وأصبح عمل ناجح حيث حقق 220 مليون دولار في جميع أنحاء العالم. أثار الفيلم ضجة قبل وبعد الاصدار بسبب التكهنات حول قصة حب محتملة خارج الشاشة بين باول وسويني، على الرغم من أن النجمين اعترفا لاحقا بأن التظاهر بوجود علاقة حقيقية كان جزءاً من استراتيجية تسويقية.. صرح باول لصحيفة نيويورك تايمز: "هذا يعني أن الناس يريدون ما هو موجود على الشاشة خارج الشاشة، وفي بعض الأحيان يتعين عليك أن تميل إلى ذلك قليلاً".
قام باول بإنتاج والمشاركة في كتابة وتمثيل فيلم الكوميديا السوداء قاتل مأجور للمخرج ريتشارد لينكليتر. أشاد العديد من النقاد بأداء باول في الفيلم ووصفته أليسا ويلكنسون من صحيفة نيويورك تايمز بأنه "منعطف نجمي" حياة باول، بينما كتبت صوفي بوتشر من مجلة "إمباير" أنه "يعلن نفسه نجما سينمائيا وقوة في صناعة الأفلام." بعد العرض الأول في مهرجان البندقية السينمائي الدولي الثمانين، تم إصدار قاتل مأجور على نتفليكس في يونيو 2024. في الشهر التالي قام ببطولة فيلم الكارثة 'الأعاصير، وهو تكملة مستقلة لفيلم الأعاصير (1996)، حيث لعب دور مطارد للعواصف على يوتيوب.
سيشارك باول في بطولة فيلم الإثارة هنتنغتون. كما سيشارك في بطولة فيلم مقتبس من رواية الإثارة الهارب للكاتب ستيفن كينغ، من إخراج إدغار رايت.

## الحياة الشخصية
بدأ باول بمواعد عارضة الأزياء جيجي باريس في 2019، ثم انفصلا في أبريل 2023. باول هو طيار مرخص حيث قام زميله في فيلم توب غان: مافريك، توم كروز بدفع رسوم ارتياده مدرسة الطيران.

## أعماله

### أفلام
| سنة        | عنوان                                      | دور                           | ملاحظات                       |
| ---------- | ------------------------------------------ | ----------------------------- | ----------------------------- |
| 2003       | سباي كيدز ثري دي: غيم أوفر                 | صبي ذو اصابع طويلة            |                               |
| 2005       | قصة ويندل بيكر                             | ترافيز                        |                               |
| 2006       | أمة الأطعمة السريعة                        | ستيف                          |                               |
| 2007       | المناظرون العظماء                          | برستون ويتنجتون               |                               |
| 2009       | القفز من الجسور                            | إريك ترنر                     |                               |
| 2009       | أحر ولاية                                  | جون جايجرمان                  |                               |
| 2012       | J.A.W.                                     | آيدن                          |                               |
| 2012       | نهوض فارس الظلام                           | تاجر اسهم                     |                               |
| 2012       | عالق في الحب                               | شاب اخوية وسيم                |                               |
| 2013       | أفضل اصدقاء للأبد                          | تيك                           |                               |
| 2013       | جناح أحمر                                  | فرانسيس رايلي                 |                               |
| 2014       | المرتزقة 3                                 | ثورن                          |                               |
| 2014       | تعليم جنسي                                 | جي تي                         |                               |
| 2015       | ويند والكرز                                | سوني                          |                               |
| 2016       | سوء تصرف                                   | دوغ فيلدز                     |                               |
| 2016       | جولة مع شرطي 2                             | تروي                          |                               |
| 2016       | الجميع يريد بعضاً!                          | والت "فين" فينيجان            |                               |
| 2016       | شخصيات مخفية                               | جون غلين                      |                               |
| 2017       | ساند كاسل                                  | الرقيب ديلان تشوتسكي          |                               |
| 2018       | الأشخاص السيئين                            | ويت                           |                               |
| 2018       | جمعية غيرنزي للأدب وفطيرة قشر البطاطا      | Mark Reynolds                 |                               |
| 2018       | ست إت أب                                   | تشارلي يونغ                   |                               |
| 2022       | أبولو 10½                                  | بوستيك                        |                               |
| 2022       | توب غان: مافريك                            | الملازم جيك "هانجمان" سيريسين |                               |
| 2022       | الولاء                                     | توماس جيروم هودنر جونيور      | أيضاً كمنتج تنفيذي             |
| 2023       | قاتل مأجور                                 | غاري جونسون                   | أيضاً كمنتج ومشاركة في الكتابة |
| 2023       | أي شخص إلا أنت                             | بين                           |                               |
| 2024       | الملائكة الزرقاء                           | —                             | فيلم وثائقي، منتج             |
| 2024       | الأعاصير                                   | تايلر أوينز                   |                               |
| 2025       | الهارب                                     | بن ريتشاردز                   | لم يصدر بعد                   |
| يعلن لاحقاً | هنتنغتون                                   | بيكيت ريدفيلو                 | مرحلة بعد الانتاج             |
| يعلن لاحقاً | فيلم غير معنون بعد من إخراج جيه جيه أبرامز | سيُعلن لاحقاً                   | يتم تصويره                    |

### تلفزيون
| سنة       | عنوان                                 | دور                    | ملاحظات                                                   |
| --------- | ------------------------------------- | ---------------------- | --------------------------------------------------------- |
| 2003      | تحمل                                  | متسابق / نفسه          | حلقة: "Drop-Out"                                          |
| 2004      | جاك وبوبي                             | ريتش وولف              | حلقة: "Pilot"                                             |
| 2005      | نحو الغرب                             | جاكسون ويلير           | حلقة: "Hell on Wheels"                                    |
| 2008      | دون أثر                               | بريت فارنسورث          | حلقة: "True/False"                                        |
| 2009      | سي إس آي: ميامي                       | لوغان كروفورد          | موسم 7 حلقة 12: "Head Case"                               |
| 2011      | ريزولي و آيلز                         | غراهام راندل           | حلقة: "Remember Me"                                       |
| 2012      | لعبة الكذب                            | جافين تيرنر            | حلقة: "No Country for Young Love"                         |
| 2012      | إن سي آي إس                           | إيفان ويستكوت          | حقلتين                                                    |
| 2015–2016 | ملكات الصراخ                          | تشاد رادويل            | دور رئيسي (الموسم الأول); تكراري (الموسم الثاني); 16 حلقة |
| 2017      | يعيش الملك جوليان                     | ترينت                  | اداء صوتي، 3 حلقات                                        |
| 2020–2022 | معسكر العالم الجوراسي العصر الطباشيري | ديف                    | اداء صوتي، تكراري (موسم 1 و 5)، ضيف (موسم 2)              |
| 2023      | ريك ومورتي                            | كويات                  | اداء صوتي، حلقة: "Wet Kuat Amortican Summer"              |
| 2024      | ساترداي نايت لايف                     | نفسه                   | ظهور قصير، حلقة: "سيدني سويني/كاسي موسغرافس"              |
| TBA       | تشاد باورز                            | روس هوليداي/تشاد باورز | الدور الرئيسي، مشارك في الابتكار، كاتب، ومنتج تنفيذي      |

## روابط خارجية
- غلين باول على موقع IMDb (الإنجليزية)
- غلين باول على موقع ميتاكريتيك (الإنجليزية)
- غلين باول على موقع روتن توميتوز (الإنجليزية)
- غلين باول على موقع ألو سيني (الفرنسية)
- غلين باول على موقع أول موفي (الإنجليزية)
- غلين باول على موقع قاعدة بيانات الأفلام السويدية (السويدية)
- غلين باول على موقع قاعدة بيانات الفيلم (الإنجليزية)
- غلين باول على موقع كينوبويسك (الروسية)